# Bacong

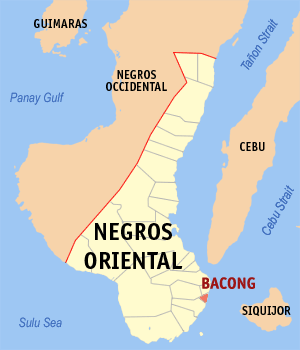
Bản đồ Negros Oriental với vị trí của Bacong

Bacong là một đô thị hạng 4 ở tỉnh Negros Oriental, Philippines. Theo điều tra dân số năm 2000, đô thị này có dân số 23.219 người trong 4.832 hộ.

## Barangay
Bacong được chia thành 22 barangay.
| - Balayagmanok - Banilad - Buntis - Buntod - Calangag - Combado - Doldol - Isugan - Liptong - Lutao - Magsuhot | - Malabago - Mampas - North Poblacion - Sacsac - San Miguel - South Poblacion - Sulodpan - Timbanga - Timbao - Tubod - West Poblacion |